# Ctenopterella parvula
Ctenopterella parvula är en stensöteväxtart som först beskrevs av Jean Baptiste Bory de Saint-Vincent och Carl Ludwig Willdenow, och fick sitt nu gällande namn av Barbara S. Parris. Ctenopterella parvula ingår i släktet Ctenopterella och familjen Polypodiaceae. Inga underarter finns listade.